# Прокудино (Московская область)
Прокудино — посёлок в Орехово-Зуевском муниципальном районе Московской области. Входит в состав сельского поселения Верейское. Население — 121 чел. (2010).

## География
Посёлок Прокудино расположен в северной части Орехово-Зуевского района, примерно в 1 км к востоку от города Орехово-Зуево. В 1 км к югу от посёлка находится озеро Жаркое. Высота над уровнем моря 117 м. К посёлку приписано 6 СНТ. Ближайший населённый пункт — город Орехово-Зуево.

## История
Образован как посёлок торфоразработчиков 42 участок. В 2005 году переименован в посёлок Прокудино.
До муниципальной реформы 2006 года посёлок входил в состав Верейского сельского округа Орехово-Зуевского района.

## Население
По переписи 2002 года в посёлке проживало 120 человек (58 мужчин, 62 женщины).
| 2002 | 2006 | 2010 |
| ---- | ---- | ---- |
| 120  | ↘111 | ↗121 |